# パトリック・ヘンリー
パトリック・ヘンリー（Patrick Henry、1736年5月29日 - 1799年6月6日）は、アメリカ合衆国の弁護士、政治家。スコットランドから入植したジョン・ヘンリーの息子としてバージニア植民地の農園において誕生した。パトリックは幼い頃から本に慣れ親しむというよりは、むしろバージニア植民地の森や川といった自然に親しんでいた。このようなパトリックにラテン語、ギリシャ語、さらには数学を教え込んだのは、牧師をしていた伯父と教養豊かな父親であった。
1754年、ヘンリーはサラ・シェルトンと結婚することになり、双方の両親は若い2人に6人の奴隷つきの300エーカーの農園を買い与えた。だがその仕事に向いていなかったヘンリーは、2年後にはその農園を売却してしまった。
その後1760年、ヘンリーは弁護士となり成功を収めた。というのも、頭脳明晰にして弁舌爽やかというよりはむしろ舌端火を吐く激しい弁舌に長けていたからである。弁護士の口頭試問に合格すると、3年も経たないうちに、ヘンリーは1185件もの訴訟を処理する忙しさとなり、しかもそのほとんどの訴訟において勝訴を勝ち取った。
1763年、ヘンリーが27歳の時には、その名はバージニア全域に知れ渡るようになり、有名な教区牧師の訴訟申し立て事件の弁護士となった。この事件は、バージニア植民地議会が牧師の給与がタバコで、しかもタバコ1ポンドを2ペンスという一定の比率で換算して、その金額が通貨で支払われるべきことを、バージニア植民地法として制定したことに対する、異議申し立ての訴訟であった。
当時、タバコは市場において6ペンスで売買されていたので、ヘンリーはイギリス本国政府が植民地に必要かつ適切な法律を制定していないとして市場価値との価格差を1ペニー以内に抑えるべきことを主張した。

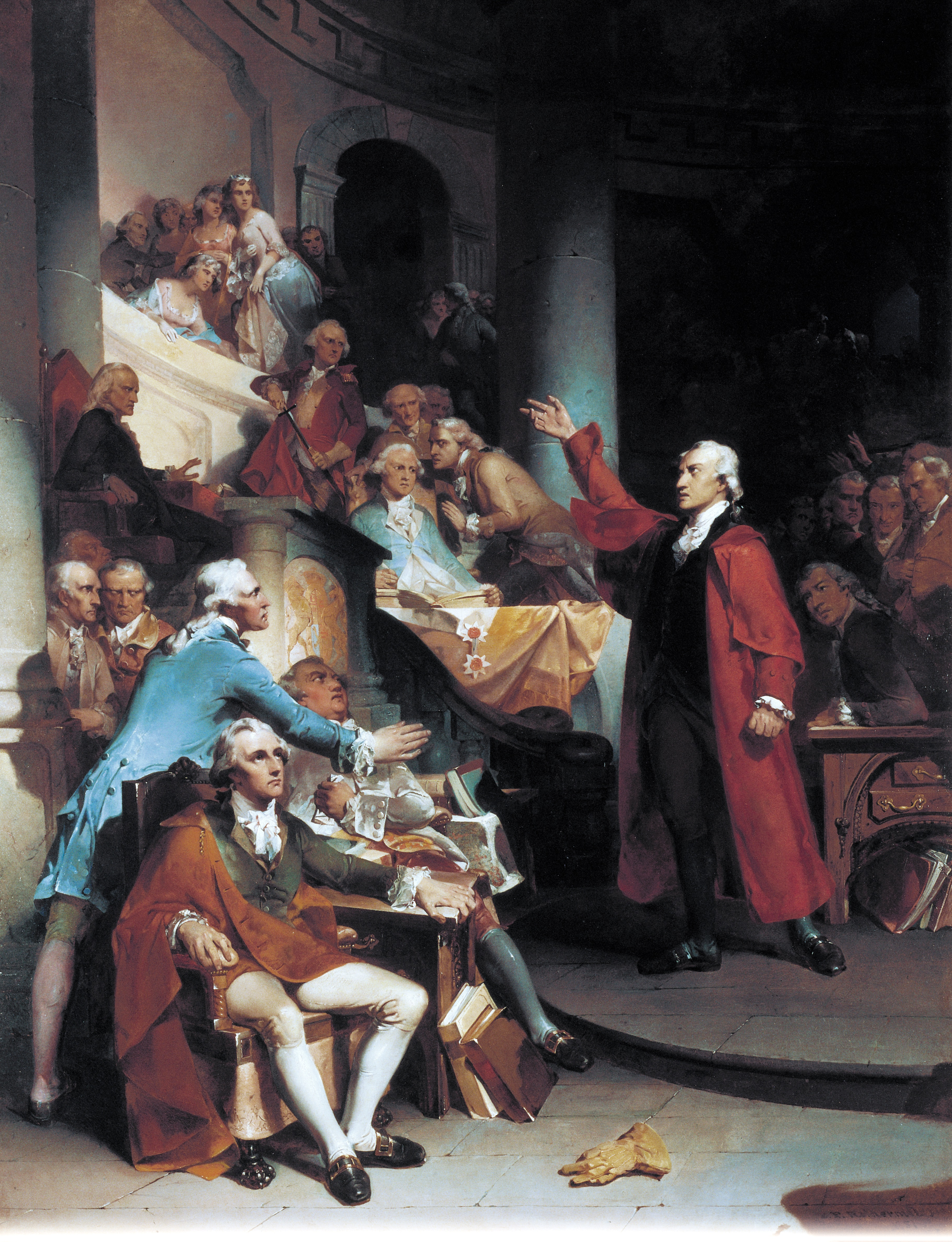
植民地議会において印紙法の制定に反対の演説を行うヘンリー
(画) ピーター・フレデリク・ロザメル

やがてヘンリーは、バージニア植民地におけるイギリスの支配に異議を唱える者たちの代弁者となった。バージニア植民地議会の議員として、植民地を抑圧するための印紙法等の一連の条例に対する反対運動を指導することになった。
ヘンリーの最も有名な演説は、1775年3月23日に行われたもので、バージニアはイギリスの支配に異議を唱えるニューイングランド地方の抵抗運動に参加すべきことを訴えて、特に有名な次の発言を演説の結びとした。
Is life so dear, or peace so sweet, as to be purchased at the price of chains and slavery? Forbid it, Almighty God! I know not what course others may take; but as for me, give me liberty or give me death!
鎖と隷属の対価で購われるほど、命は尊く、平和は甘美なものだろうか。全能の神にかけて、断じてそうではない。他の人々がどの道を選ぶのかは知らぬが、私について言えば、私に自由を与えよ。然らずんば死を与えよ。
特に最後の最後の「自由を与えよ。然らずんば死を」という発言はニューハンプシャー州の公式標語を含めて、歴史に記憶される名文句となった。
独立戦争勃発後はバージニア邦憲法の起草に参画し、1776年から1779年までバージニア邦の初代知事を務めた。知事時代にヘンリーは、軍人・探検家のジョージ・ロジャース・クラークに、当時はまだバージニア地方の西方地域に過ぎなかったケンタッキー地方からアメリカ大陸北西部の探検を命じ、アメリカ北西部地域の形成と成立に貢献するところが多かった。
ヘンリーは1787年に提示されたアメリカ合衆国憲法に異議を唱えた。それというのも、独立後の各州の主権が脅かされ人民の権利も脅かされるのではないかと危惧していたためであり、その受け入れに難色を示していたためである。
アメリカ合衆国憲法修正第1条から第10条――人民の基本的人権に関する宣言――権利章典が採用されるにあたっては、ヘンリーの強い影響力の行使があったといわれる。
権利章典が取り入れられてからはヘンリーは憲法の支持・擁護に回り、やがてはアメリカ合衆国政府発足後に結成され、強力な中央政府の必要性を主張する連邦党の支持者となった。
そして1799年、ヘンリーはバージニア州のレッドヒル農園（現在のキャンベル郡ブルックニール近郊）において63歳で死去した。ヘンリーの遺体は、レッドヒル墓地に埋葬された。